# 营区社区
营区社区是中华人民共和国海南省三沙市西沙区的一个社区，地处南中国海西沙群岛永兴岛，管辖范围为部队营区。
2015年9月27日上午，营区社区居民委员会挂牌成立。营区社区是以军嫂等随军家属为主成立的群众自治组织，主要为部队子女入学、军嫂安排就业、转业军人信息沟通等事务做协调工作。